# دانشگاه ویک فارست
دانشگاه ویک فارست (به انگلیسی: Wake Forest University) تأسیس ۱۸۳۴، یکی از دانشگاه‌های ایالات متحده آمریکا بوده و پردیس اصلی دانشگاه در مرکز شهر وینستون-سِیلم در کارولینای شمالی قرار دارد. دانشگاه نام خود را از محل سابق خود در ویک فارست در نزدیک مرکز ایالت کارولینای شمالی، رالی گرفته‌است.